# إيميلي لاكداوالا
إيميلي ستيوارت لاكداوالا (بالإنجليزية: Emily Lakdawalla) (مواليد 8 فبراير، 1975) هي كبيرة محرري منظمة الجمعية الكوكبية، حيث تساهم فيها ككاتبة علوم ومدونة. وقد عملت أيضًا كمُدَرِّسة ومستشارة بيئية. وقامت بأعمال بحثية في مجال الجيولوجيا، طبوغرافيا المريخ، التواصل العلمي والتعليم. تناصر لاكداوالا العلوم على العديد من منصات التواصل الاجتماعي، وتتواصل مع المحترفين في مجال الفضاء والهواة على فيسبوك، جوجل بلس، وتوتير. وقد ظهرت على قنوات إعلامية مثل إن بي آر، بي بي سي وبي بي سي أميركا.

## التحصيل الدراسي
حصلت لاكداوالا على شهادة البكالوريوس في الجيولوجيا عام 1996 من كلية أمهرست. وحصلت على شهادة الماجستير في العلوم عام 2000 في الجيولوجيا الكوكبية من جامعة براون.

## السيرة المهنية
بعد إكمالها لدراستها في أمهرست، قضت لاكداوالا سنتين من 1996 إلى 1998 تُدَرِس العلوم للمراحل الخامسة والسادسة في مدرسة ليك فوريست كنتري الخارجية في ليك فوريست، إلينويز.
قررت لاكداوالا أن تأخذ على عاتقها في عام 1997 بحثًا مستقلًا في الجيولوجيا التركيبية، متخذًة الإلهام من برنامج لمحاكاة الفضاء باستعمال صور من مسبار الفضاء غاليليو لقمرين تابعين لكوكب المشتري وهما آيو وأوروبا.

## بحوثها
عملت لاكداوالا في أمهرست على دراسة الصخور الرسوبية المتحولة المشوهة لشمال شرق واشنطن. وأثناء عملها في نفس الوقت في جامعة براون، قامت لاكداوالا بعمل تحليل للصور الراديوية المستلمة من المسبار الفضائي ماجلان، وأثناء معالجة البيانات الطبوغرافية المأخوذة من منطقة بالتس فاليس على كوكب الزهرة وذلك لغرض نمذجة تاريخها الجيولوجي.
نشرت لاكداوالا بحثًا عن طبوغرافية بركان طبقي مُفتَرَض على المريخ، سُجِلَ من قبل ألميتر مسبار المريخ الليزري.
```
وقد عملت أيضًا مع فريق دولي لتحليل البيانات المستلمة من متجول المريخ،
[
3
]
 ولتقييم 
جزيرة ديفون
 كموقع اختبار للطائرات بدون طيار (UAVs) التي تم تطويرها لتستخدم على المريخ.
[
5
]
[
6
]
```

أستُشهِد بعمل لاكداوالا مع باميلا غاي وآخرون عن انغمار الجماهير في المحتوى التفاعلي التعليمي لعلم الفلك  من قبل بحث آخر في تصنيف محتوى مواقع التواصل الاجتماعي وإيصال أنواع المحتوى من خلال مواقع التواصل الاجتماعي.
وقد شاركت لاكداوالا أيضًا في الدفاع عن مشاريع أبحاث علم الجميع، وبالأخص التي تعنى باستكشاف الفضاء، مثل كوزمو كويست  وزوونيفيرس.

## الجمعية الكوكبية
انضمت لاكداوالا إلى الجمعية الكوكبية في عام 2001 كنائبة مدير مشروع لمشروع المتجول الأحمر للجمعية يذهب إلى المريخ، وهو برنامج تعليمي للتوعية العامة حول مهمة متجول استكشاف المريخ الممولة من قِبَل ليغو غروب. أدارت لاكداوالا منافسة دولية كدعم لتمارين التدريب لعمليات متجول المريخ في عام 2002، حيث اختارت فيها طلاب ثانوية للتدريب والسفر إلى باسادينا، كاليفورنيا للمشاركة في هذه التمارين. وتم القيام بهذه المنافسة والتدريب مرة أخرى لعمليات مهمة استكشاف المريخ الحقيقية في اوائل عام 2005.
خلال عملية بحث على جزيرة ديفون (الواقعة في القطب الشمالي الكندي العالي)، والتي مُولت من قِبَل الجمعية الكوكبية، حيث عمل الفريق لاختبار الموقع كنظير محتمل للطائرات بدون طيار لتُنشَر على المريخ، بدأت لاكداوالا بالكتابة لمنشورات الجمعية على الإنترنت. وكتبت مقالات إخبارية لسنواٍت عِدة، فضلًا عن مساهماتها في منشورات الجمعية المطبوعة، ومن ضمنها التقرير الكوكبي، حيث تولت مسؤوليات التحرير الرئيسية في سبتمبر من عام 2018.

## جوائز وتكريمات
حصلت لاكداوالا في عام 2011 على جائزة جوناثان إبرهارت لصحافة علوم الكواكب من قسم علوم الكواكب في الجمعية الفلكية الأمريكية. وذلك لتقريرها عن حلقات كوكب زحل.

## حياتها الشخصية
تُقيم لاكداوالا في لوس أنجلوس مع زوجها عالم الاقتصاد داريوس لاكداوالا. وكان الزوجان قد التقيا عند ارتيادهما لجامعة أمهرست سويًة كجامعيين في بدايات التسعينات. وقد أنجبا ابنتين.

## روابط خارجية
- إيميلي لاكداوالا على موقع IMDb (الإنجليزية)